# DJ.taiki
DJ.taiki（ディー・ジェー・タイキ、1982年8月24日 - ）は、日本の男性総合格闘家。千葉県出身。元DEEPバンタム級王者
リングネームは「なんとなくかっこいいから」という理由で付けられた。
OGUNI GYMで打撃を習い、ニュージャパンキックボクシング連盟や K-1での試合経験もある。長いリーチから放たれる打撃が武器。

## 来歴
高校時代にプロレスゲームでプロレスラーに憧れ、和術慧舟會RJW CENTRALに入門。2001年秋に和術慧舟會東京本部へ移籍した後、2002年1月にK.I.B.A.へ正式入門。
2002年12月8日、第13回全日本アマチュアシュートボクシング選手権大会の中量級トーナメントで優勝した。
その後、パンクラスのアマチュア総合格闘技大会で3連勝。

### プロデビュー
2004年4月25日、リングネームζ（ゼータ）でニュージャパンキックボクシング連盟でプロキックボクシングデビュー。
2004年10月15日、本名の畑大樹としてDEMOLITIONでプロ総合格闘技デビュー。

### パンクラス・DEEP
2005年2月27日、パンクラスデビュー戦となったネオブラッド・トーナメントのフェザー級（-64kg）1回戦で藤本直治と対戦し、判定負け。この試合よりリングネームをDJ.taikiに変更した。
2005年7月10日、パンクラスで元修斗世界フェザー級（-60kg）1位の今泉堅太郎と対戦し、判定勝ち。今泉と対戦予定であった宮川博孝が交通事故に遭ったために2日前にオファーが来るという緊急参戦であった。
2005年暮れから2006年2月ごろまでブラジルに渡り、3週間ほどシュートボクセ・アカデミーに入門し、ルイス・アゼレード、アンドレ・ジダなどとスパーリングを行った。
2006年3月19日、パンクラスで前田吉朗と対戦し、TKO勝利を収めた。同年6月6日のパンクラスフェザー級トーナメント1回戦では志田幹からTKO勝利を収めた。8月27日のパンクラスフェザー級トーナメント決勝戦では前田吉朗に判定負けを喫し王座獲得に失敗した。
2007年1月14日、3年ぶりにNJKFに参戦し健太と対戦。長く遠ざかっていたキックルールでの試合だったが、ダウンを奪い判定勝ち。
2007年春にK.I.B.A.を脱退し、5月30日のパンクラスよりフリーランスとして参戦。
2008年10月23日、DEEP 38 IMPACTで植松直哉と対戦予定であったが、植松の右肩負傷により中止になりDEEP 38のリング上で「収入源が無くなって困っている。怪我や病気で休まない選手とやりたい。」と植松に対し、挑発・批判した。12月10日、DEEP 39 IMPACTで改めて植松と対戦し、パウンドでTKO勝ちを収めた。
2008年12月14日、NJKFで行われたOGUNIジムの盟友・国分省吾の引退記念エキシビションマッチで、タックルからの投げでテイクダウンを奪うとパウンドで国分をKOした。

### DREAM・K-1・DEEP
2009年2月10日、新春!DEEP&CMAファン感謝祭2009でDREAMフェザー級（-63kg）グランプリへの出場権をかけ元同門の昇侍と対戦、判定勝ちでグランプリへの切符を手にした。
2009年4月5日、DREAM.8のフェザー級グランプリ1回戦の所英男に判定勝ちを収めた。しかし、この試合で右眼窩底および眼窩壁を骨折し、ドクターストップとなり、2回戦には所が出場することになった。
2009年10月6日、DREAM.11のフェザー級GPリザーブマッチにて宮田和幸と対戦し、0-3の判定負けを喫した。
2010年7月10日、DREAM.15で石田光洋と対戦し、0-3の判定負け。この試合から所属がマルワジム横浜となった
2010年3月27日、K-1初出場となったK-1 WORLD MAX 2010 〜-70kg Japan Tournament〜にて渡辺一久と対戦し、3-0の判定勝ちを収めた。
2010年5月2日、K-1 WORLD MAX 2010 〜-63kg Japan Tournament 1st Round〜で久保優太と対戦し、0-3の判定負けを喫した。
2010年10月24日、DEEP 50 IMPACTで今成正和と対戦し、0-2の判定負けを喫した。
2010年11月23日、シュートボクシング初出場となったSHOOT BOXING WORLD TOURNAMENT S-cup 2010にて及川知浩と対戦し、2Rにフック連打によるKO勝ちを収めた。
2011年6月19日、TENKAICHI Super Fightで全沖縄ミドル級王者廣虎と対戦し、2R後半にスタンディングダウンを奪われるなどして0-3の判定負けを喫した。
2011年8月26日、DEEP 55 IMPACTで和田竜光と対戦し、0-2の判定負けを喫した。
2012年4月7日、DEEP CAGE IMPACT 2012 in TOKYOでTAISHOと対戦。2Rに両者のカットにより、2R終了時に両選手試合続行不可能と判断されてドクターストップ。2Rまでの判定によりDJの勝利と裁定された。しかし試合後、TAISHO陣営から「両者ドクターストップが妥当」である旨の訴えが提起され、DEEP主催者において協議を重ねた結果、両者ドクターストップによる引き分けと試合結果が変更された。
2012年12月8日、DEEP CAGE IMPACT 2012 in TOKYO 2nd ROUNDでバンタム級次期挑戦者決定トーナメントの1回戦として原田ヨシキと対戦し、3RTKO勝ちを収めた。
2013年2月16日、DEEP 61 IMPACTで北田俊亮と対戦し、判定勝ちでバンタム級次期挑戦者の切符を手にした。
2013年4月26日、DEEP 62 IMPACTのバンタム級タイトルマッチで王者の前田吉朗と再戦し、1Rにダウンを奪われたが、2Rにダウンを奪い返し、そのままパウンドでTKO勝ちを収め王座獲得に成功した。試合後には試合前に発言していた通り引退を表明した。
引退後、語学留学のためアメリカのサンディエゴへ渡る。
留学先のアメリカのスポーツバーでUFCの試合に熱狂する一般人を目の当たりにし、UFC出場を目指して現役復帰を決意。
当初はラスベガスでトレーニングを行っていたが、UFCとVTJの提携によるUFC出場をかけたトーナメントの開催を知り日本へ帰国。しかしトーナメントの開催日程が未定であったためDEEP代表佐伯繁やVTJと相談をした結果、長期ブランクが査定上不利になると判断してファイターとして10月26日開催の「DEEP 69 IMPACT」にて現役復帰することとなった。
2015年、リアリティ番組「Road to UFC: Japan」に参加。ジョシュ・バーネットが率いるチームバーネットに所属。フェザー級トーナメント1回戦で長倉立尚と対戦し、3-0の判定勝ち。準決勝で廣田瑞人と対戦し、0-3の判定負けを喫した。

### RIZIN
2015年12月29日、RIZIN初出場となったRIZIN FIGHTING WORLD GRAND-PRIX 2015 SARABAの宴にて高谷裕之と対戦し、0-3の判定負けを喫した。

### DEEP
2016年10月18日、DEEP CAGE IMPACT 2016 in KORAKUEN HALLで元谷友貴と対戦し、0-3の判定負け。
2019年5月12日、DEEP 89 IMPACTのDEEPフェザー級タイトルマッチにて王者の弥益ドミネーター聡志と対戦し、2Rに右フックからのパウンドによるTKO負けを喫し、王座獲得に失敗した。
2022年5月8日、|DEEP 107 IMPACTのDEEPバンタム級暫定王座決定戦にてCOROと対戦し、判定負けで王座獲得に失敗した。

## 人物・エピソード
- アニメオタクであり、一時期、入場時に水樹奈々の「DISCOTHEQUE」のポーズ、試合後の写真撮影時には涼宮ハルヒの憂鬱やかんなぎにちなんだポーズをとっていた。またアニメのコスプレで入場や記者会見に出席したことがある[12]。
- 一時期、入場時に氷室京介の物真似をしていたが、特に氷室のファンというわけではなく、「周囲に顔が似ていると言われたからやってみた」と語っている。
- たい焼き屋でアルバイトをしていた事がある[13]。
- 女性声優田村ゆかりの熱狂的なファンである[14]。「パーティーは終わらない」のMUSIC VIDEOにて観客の一人として撮影に参加している[15]。また、DEEPバンタム級王座獲得時にはリング上でベルトと共にゆかり王国のはっぴを纏って「Go Happy!Go Happy!ゆかりん」の応援コールをした[16]。

## 戦績

### プロ総合格闘技
| 総合格闘技 戦績 | 総合格闘技 戦績 | 総合格闘技 戦績 | 総合格闘技 戦績 | 総合格闘技 戦績 | 総合格闘技 戦績 | 総合格闘技 戦績 |
| --------------- | --------------- | --------------- | --------------- | --------------- | --------------- | --------------- |
| 43 試合         | (T)KO           | 一本            | 判定            | その他          | 引き分け        | 無効試合        |
| 22 勝           | 10              | 1               | 11              | 0               | 6               | 0               |
| 15 敗           | 1               | 0               | 14              | 0               | 6               | 0               |

| 勝敗 | 対戦相手                           | 試合結果                         | 大会名                                                                                 | 開催年月日     |
| ○    | 鹿志村仁之介                       | 5分3R終了 判定3-0                | DEEP TOKYO IMPACT 2023 2ND ROUND                                                       | 2023年3月25日  |
| ×    | CORO                               | 5分3R終了 判定0-5                | DEEP 107 IMPACT 【DEEPバンタム級暫定王座決定戦】                                       | 2022年5月8日   |
| ○    | 関鉄矢                             | 5分3R終了 判定3-0                | DEEP 103 IMPACT                                                                        | 2021年9月23日  |
| ×    | 神田コウヤ                         | 5分3R終了 判定0-3                | DEEP 100 IMPACT～20th Anniversary～                                                    | 2021年2月21日  |
| ○    | オーロラ☆ユーキ                    | 1R 1:35 肩固め                   | DEEP 93 IMPACT                                                                         | 2019年12月15日 |
| ×    | 弥益ドミネーター聡志               | 2R 0:11 TKO（右フック→パウンド） | DEEP 89 IMPACT 【DEEPフェザー級タイトルマッチ】                                        | 2019年5月12日  |
| ○    | 石司晃一                           | 5分3R終了 判定3-0                | DEEP 87 IMPACT                                                                         | 2018年12月22日 |
| ○    | 横山恭典                           | 5分3R終了 判定3-0                | DEEP 85 IMPACT                                                                         | 2018年8月26日  |
| ×    | 芦田崇宏                           | 5分3R終了 判定0-3                | DEEP 79 IMPACT                                                                         | 2017年9月16日  |
| ×    | 元谷友貴                           | 5分3R終了 判定0-3                | DEEP CAGE IMPACT 2016 in KORAKUEN HALL                                                 | 2016年10月18日 |
| ×    | 高谷裕之                           | 3R（10分/5分/5分）終了 判定0-3   | RIZIN FIGHTING WORLD GRAND-PRIX 2015 さいたま3DAYS                                     | 2015年12月29日 |
| ○    | 赤尾セイジ                         | 5分3R終了 判定2-1                | DEEP 69 IMPACT                                                                         | 2014年10月26日 |
| ○    | 前田吉朗                           | 2R 1:41 TKO（右フック→パウンド） | DEEP 62 IMPACT 【DEEPバンタム級タイトルマッチ】                                        | 2013年4月26日  |
| ○    | 北田俊亮                           | 5分3R終了 判定3-0                | DEEP 61 IMPACT 【バンタム級次期挑戦者決定トーナメント決勝】                            | 2013年2月16日  |
| ○    | 原田ヨシキ                         | 3R 4:33 TKO（パウンド）          | DEEP CAGE IMPACT 2012 in TOKYO 2nd ROUND 【バンタム級次期挑戦者決定トーナメント1回戦】 | 2012年12月8日  |
| △    | 北田俊亮                           | 5分3R終了 判定1-0                | DEEP 60 IMPACT                                                                         | 2012年10月19日 |
| ○    | 赤尾セイジ                         | 1R 3:20 TKO（左フック）          | DEEP 59 IMPACT                                                                         | 2012年8月18日  |
| △    | 釜谷真                             | 5分2R終了 判定1-0                | DEEP 58 IMPACT                                                                         | 2012年6月15日  |
| △    | TAISHO                             | 5分2R終了 テクニカルドロー       | DEEP CAGE IMPACT 2012 in TOKYO 〜OVER AGAIN〜                                          | 2012年4月7日   |
| ○    | 中村優作                           | 2R 3:57 TKO（パウンド）          | DEEP 57 IMPACT 〜12年目の現実〜                                                        | 2012年2月18日  |
| ×    | 和田竜光                           | 5分3R終了 判定0-2                | DEEP 55 IMPACT                                                                         | 2011年8月26日  |
| ×    | 今成正和                           | 5分3R終了 判定0-2                | DEEP 50 IMPACT 〜10年目の奇跡〜                                                        | 2010年10月24日 |
| ×    | 石田光洋                           | 2R（10分/5分）終了 判定0-3       | DREAM.15                                                                               | 2010年7月10日  |
| ×    | 宮田和幸                           | 2R（10分/5分）終了 判定0-3       | DREAM.11 フェザー級グランプリ2009 決勝戦 【フェザー級グランプリ リザーブマッチ】       | 2009年10月6日  |
| ○    | 所英男                             | 2R（10分/5分）終了 判定3-0       | DREAM.8 ウェルター級グランプリ2009 開幕戦 【フェザー級グランプリ 1回戦】               | 2009年4月5日   |
| ○    | 昇侍                               | 5分3R終了 判定3-0                | 新春!DEEP&CMAファン感謝祭2009 【DREAMフェザー級グランプリ出場者決定戦】                | 2009年2月10日  |
| ○    | 植松直哉                           | 1R 2:30 TKO（パウンド）          | DEEP 39 IMPACT                                                                         | 2008年12月10日 |
| △    | キム・ジョンマン                   | 5分3R終了 判定0-0                | DEEP 37 IMPACT                                                                         | 2008年8月17日  |
| ○    | デビッド・ラブ                     | 3R TKO（ミドルキック）           | Freestyle Combat Challenge 35                                                          | 2008年5月3日   |
| ×    | マルロン・サンドロ                 | 5分3R終了 判定0-3                | PANCRASE 2007 RISING TOUR                                                              | 2007年11月28日 |
| ×    | エベン・ オロズ                    | 5分3R終了 判定0-2                | BodogFight: Vancouver                                                                  | 2007年8月25日  |
| ○    | ジャミール"ザ・サージェント"マスー | 2R 4:50 KO（右フック）           | PANCRASE 2007 RISING TOUR                                                              | 2007年5月30日  |
| ○    | 今泉堅太郎                         | 5分2R終了 判定2-0                | PANCRASE 2007 RISING TOUR                                                              | 2007年3月18日  |
| ×    | 前田吉朗                           | 5分3R終了 判定1-2                | PANCRASE 2006 BLOW TOUR 【フェザー級王者決定トーナメント 決勝】                        | 2006年8月27日  |
| ○    | 志田幹                             | 2R 2:03 TKO（左フック）          | PANCRASE 2006 BLOW TOUR 【フェザー級王者決定トーナメント 準決勝】                      | 2006年6月6日   |
| ○    | 前田吉朗                           | 2R 0:35 TKO（左フック）          | PANCRASE 2006 BLOW TOUR                                                                | 2006年3月19日  |
| ○    | 大沢ケンジ                         | 5分2R終了 判定3-0                | D.O.G IV                                                                               | 2005年12月11日 |
| ○    | ヒートたけし                       | 1R 3:49 TKO（パウンド）          | DEMOLITION 051027                                                                      | 2005年10月27日 |
| ×    | 村田卓実                           | 5分2R終了 判定0-3                | PANCRASE 2005 SPIRAL TOUR                                                              | 2005年7月31日  |
| ○    | 今泉堅太郎                         | 5分2R終了 判定3-0                | PANCRASE 2005 SPIRAL TOUR                                                              | 2005年7月10日  |
| △    | 平田勝裕                           | 5分2R終了 判定0-1                | PANCRASE 2005 SPIRAL TOUR                                                              | 2005年6月5日   |
| ×    | 藤本直治                           | 5分2R終了 判定0-3                | PANCRASE 2005 SPIRAL TOUR 【ネオブラッド・トーナメント フェザー級 1回戦】              | 2005年2月27日  |
| △    | 村田卓実                           | 5分2R終了 判定0-0                | DEMOLITION 041015                                                                      | 2004年10月15日 |

### アマチュア総合格闘技
| 勝敗 | 対戦相手           | 試合結果                  | 大会名                                                                 | 開催年月日     |
| △    | 植村"ジャック"龍介 | 5分2R終了 時間切れ        | PANCRASE 2004 BRAVE TOUR 【パンクラスゲート】                          | 2004年7月25日  |
| ○    | 島田賢二           | 1R 0:40 TKO（タオル投入） | 第4回パンクラスゲート×2                                                | 2004年6月13日  |
| ○    | 古関孝             | 2R 1:24 KO                | 第2回パンクラスゲート×2                                                | 2004年2月29日  |
| ○    | 高洲"ドラゴン"佳正 | 5分2R終了 判定3-0         | 第1回パンクラスゲート×2                                                | 2003年12月14日 |
| ×    | 阪上直輝           | 4分1R終了 判定20-23       | 第1回東日本アマチュア修斗フレッシュマントーナメント 【ライト級 1回戦】 | 2001年4月15日  |

### キックボクシング
| キックボクシング 戦績 | キックボクシング 戦績 | キックボクシング 戦績 | キックボクシング 戦績 | キックボクシング 戦績 | キックボクシング 戦績 | キックボクシング 戦績 |
| --------------------- | --------------------- | --------------------- | --------------------- | --------------------- | --------------------- | --------------------- |
| 7 試合                | (T)KO                 | 判定                  | その他                | 引き分け              | 無効試合              |                       |
| 4 勝                  | 2                     | 2                     | 0                     | 0                     | 0                     |                       |
| 3 敗                  | 0                     | 3                     | 0                     | 0                     | 0                     |                       |

| 勝敗 | 対戦相手 | 試合結果                 | 大会名                                                                           | 開催年月日     |
| ×    | 町田光   | 5R終了 判定0-3           | KNOCK OUT vol.3                                                                  | 2017年6月17日  |
| ×    | 廣虎     | 3R終了 判定0-3           | WILD SEASAR「TENKAICHI Super Fight」                                             | 2011年6月19日  |
| ○    | 及川知浩 | 2R 2:18 KO（フック連打） | SHOOT BOXING WORLD TOURNAMENT S-cup 2010                                         | 2010年11月23日 |
| ×    | 久保優太 | 3R終了 判定0-3           | K-1 WORLD MAX 2010 〜-63kg Japan Tournament 1st Round〜 【1回戦】                | 2010年5月2日   |
| ○    | 渡辺一久 | 3R終了 判定3-0           | K-1 WORLD MAX 2010 〜-70kg Japan Tournament〜                                    | 2010年3月27日  |
| ○    | 健太     | 5R終了 判定2-0           | ニュージャパンキックボクシング連盟 「FIGHTING EVOLUTION I 〜進化する戦い〜」     | 2007年1月14日  |
| ○    | 辻史英   | 1R 1:31 KO               | ニュージャパンキックボクシング連盟 「X-DUEL III 〜終わりなき決戦〜 Young Fight」 | 2004年4月25日  |

## 獲得タイトル
- 第13回全日本アマチュアシュートボクシング選手権大会 中量級 優勝（2002年）
- DEEPバンタム級次期挑戦者決定トーナメント 優勝（2013年）
- 第4代DEEPバンタム級王座（2013年）